# Contea di Monroe (Alabama)
La contea di Monroe, in inglese Monroe County, è una contea dello Stato dell'Alabama, negli Stati Uniti. La popolazione al censimento del 2000 era di 24 324 abitanti. Il capoluogo di contea è Monroeville.
Si tratta di una dry county, ma la vendita di alcolici è permessa in alcune città.
La contea di Monroe è conosciuta come la capitale letteraria dell'Alabama. L'autrice vincitrice del Premio Pulitzer, la scrittrice Harper Lee, nacque e crebbe nella città di Monroeville, che servì da ispirazione per il suo celebre romanzo Il buio oltre la siepe (To Kill a Mockingbird). La contea fu anche la patria della giornalista Cynthia Tucker, anch'essa vincitrice del Premio Pulitzer. Altri scrittori famosi che considerarono Monroeville la loro casa includono Mark Childress e Truman Capote.

## Geografia fisica
La contea si trova nella parte sud-occidentale dell'Alabama. Lo United States Census Bureau certifica che l'estensione della contea è di 2 679 km², di cui 2 657 km² composti da terraferma e i rimanenti 22 km² composti da acque interne.
Il fiume Alabama scorre lungo il condine occidentale della contea.

### Contee confinanti
- Contea di Wilcox - nord
- Contea di Butler - nord-est
- Contea di Conecuh - est
- Contea di Escambia - sud
- Contea di Baldwin - sud-ovest
- Contea di Clarke - ovest

### Laghi, fiumi e parchi
La contea comprende i seguenti laghi, fiumi e parchi:
| Laghi | Fiumi | Parchi                                                                 | Parchi |
| --- | --- | ---------------------------------------------------------------------- | ------ |
| - Smith Lake - Scott Lake - Kelly Lake - Moores Pond - Fells Lake - Claiborne Lake - Broughton Lake - Stallworths Black Pond | - Hurricane Branch - Isaac Creek - Mortons Branch - Brickyard Branch - Little River - Porter Branch - Joiner Branch - Randons Creek - Stringer Creek | - Haines Island Park - Claude D Kelley State Park - Bells Landing Park |        |

## Storia
La contea di Monroe fu costituita il 29 giugno 1815. I territori appartenevano ai Creek. Il nome le è stato dato in onore di James Monroe, quinto Presidente degli Stati Uniti d'America. La contea venne dichiarata area disastrata nel settembre 1979 a causa dei danni creati dall'uragano Frederic, e nel settembre 2004 a causa dell'uragano Ivan.

## Principali strade ed autostrade
- U.S. Highway 84
- State Route 21
- State Route 41
- State Route 47
- State Route 59

## Società

### Evoluzione demografica
Abitanti censiti (migliaia)

## Centri abitati[9]
Comuni
- Beatrice - town
- Excel - town
- Frisco City - town
- Monroeville (capoluogo) - city
- Vredenburgh - town

Census-designated place
- Uriah
- Peterman
- Megargel